# 努尔麦麦提·热西提
努尔麦麦提·热西提（1970年12月27日—，别名努尔艾合买提，化名赛依甫拉），维吾尔族，恐怖组织东突厥斯坦伊斯兰运动成员，为中华人民共和国公安部认定通缉的第三批东突分子之一，被国际刑警组织通缉。

## 犯罪活动
1997年，努尔麦麦提·热西提出境前往南亚某国加入东突厥斯坦伊斯兰运动，接受恐怖培训，拥有全面的军事技能。2005年，被该组织派往西亚地区活动。
长期以来，热西提受组织指派，统筹负责该组织招募、输送人员等事务。指责包括物色、发展极端分子参加组织；协助组织在中亚、西亚、东南亚多个国家建立中转站，直接指挥各中转站接应拟组织的人员前往南亚地区；协助参加组织人员使用伪假身份办理护照证件。
2009年以来，热西提多次协助组织军事指挥官艾买提·亚库甫制作恐怖活动宣传视频，主要进行翻译及录音工作。在亚库甫的指挥下，热西提为组织提供资金账户，多次协助筹集恐怖活动资金，并协助将资金转移至其他国家。